# Cividate al Piano
Cividate al Piano es una localidad y comune italiana de la provincia de Bérgamo, región de Lombardía, con 5.208 habitantes.

## Evolución demográfica
| Gráfica de evolución demográfica de Cividate al Piano entre 1861 y 2001 |
|                                                                         |
| Fuente ISTAT - elaboración gráfica de Wikipedia                         |